# Фред Мраз
Фред Мраз (енгл. Fred Claus) америчка је божићна филмска комедија из 2007. године. Режију потписује Дејвид Добкин, по сценарију Дена Фогелмана, док главне улоге тумаче Винс Вон и Пол Џијамати.
Приказан је 9. новембра 2007. године у Сједињеним Америчким Државама. Добио је помешане рецензије критичара и зарадио 97 милиона долара.

## Радња
Фред је проживео читав живот у братовој великој сенци. Покушавао је, али није успео да следи пример који је давао његов млађи брат Ник који је био савршен. И тако је Ник постао пример давања, док је Фред постао његова потпуна супротност: препреден, који је остао без среће и новца.
Упркос противљењу госпође Мраз, Николас пристаје да помогне свом брату под једним условом: да дође на Северни пол и заслужи новац који треба, радећи у Деда Мразовој радионици. Проблем је што Фред није баш материјал за вилењака, а како је Божић све ближе, могао би угрозити најсрећнији празник године.

## Улоге
| Глумац             | Улога                  |
| ------------------ | ---------------------- |
| Винс Вон           | Фред Мраз              |
| Пол Џијамати       | Ник Мраз               |
| Миранда Ричардсон  | госпођа Мраз           |
| Кети Бејтс         | Тревор Пикок           |
| Рејчел Вајс        | Ванда Блинковски       |
| Џон Мајкл Хигинс   | Вили                   |
| Елизабет Бенкс     | Шарлин                 |
| Кевин Спејси       | Клајд Арчибалд Норткат |
| Лудакрис           | Дони                   |
| Џереми Свифт       | Боб Вилењак            |
| Елизабет Берингтон | Линда Вилењак          |
| Боби Ж. Томпсон    | Сем Гибонс             |
| Алан Кордунер      | др Голдфарб            |